# Pterolophia phungi
Pterolophia phungi là một loài bọ cánh cứng trong họ Cerambycidae.